# Martin Willock
Martin Willock (nascido em 28 de setembro de 1954) é um ex-ciclista canadense. Ele representou o Canadá nos Jogos Olímpicos de Verão de 1984, em Los Angeles.